# OAD
L'Open Access Directory (OAD) és un compendi d'informació i esdeveniments sobre l'accés obert a la ciència, elaborat i mantingut per la comunitat d'OA en general.

## Història
OAD és un wiki, fundat l'abril de 2008 per Robin Peek del Simmons College, Professor d'Investigació de Filosofia de l'Earlham College, i Peter Suber, Professor Associat de Biblioteconomia i Documentació en el Simmons College, que els usuaris poden mantenir actualitzat i complet. A finals de setembre de 2010, incloïa unes 220 pàgines de contingut i mostrava una mica més d'un milió de pàgines vistes. A través d'aquest recurs es pot millorar l'accés a recursos d'accés obert, com repositoris o revistes de diverses disciplines en OA.

## Característiques
Totes les dades es recullen en llistes per facilitar el seu accés i poder-les usar com a referència, i també poder ser actualitzades. OAD no inclou narracions en les seves pàgines, només llistes de fets que vinculen els grups, documents, esdeveniments i altres recursos primaris o secundaris. La raó és que ja hi ha punts d'accés a textos narratius, com Wikipedia i OASIS, i a més, això suposa una càrrega més lleugera per als editors i el consell editorial. El contingut wiki és visible per a qualsevol persona, però només els usuaris registrats, amb els seus noms reals i sense utilitzar pseudònims, poden afegir o editar el contingut, per tal de protegir-lo dels spammers i els infractors. Com es tracta d'una publicació de la comunitat, els usuaris poden proposar noves llistes, que es posen en marxa després de l'aprovació del Consell de Redacció. La construcció d'una nova llista és de vegades un procés llarg que requereix la consulta i replantejament a la comunitat, abans de finalitzar el seu format i llançar-la.